# دركوش
دركوش بلدة ومركز ناحية دركوش في شمال غرب سوريّة. تتبع منطقة جسر الشغور في محافظة إدلب. تقع البلدة على ضفتي نهر العاصي الذي يشكل عندها منعطفاً كبيراً يتجه نحو الغرب ثم نحو الشمال عند نهاية خانق ضمن الصخور الكلسية، وتوجد بعض الترب اللحقية الخصبة على جانبي النهر. بلغ عدد سكان الناحية 21561 نسمة حسب تعداد عام 2004.
ترتفع دركوش 150 مترا عن سطح البحر، وتبعد 27 كم إلى الشمال من جسر الشغور، إعمارها قديم تدل عليه آثار مختلفة أهمها مغاور وجسر وقلعة وحمام ونقوش أثرية.
يزرع سكانها السفوح الجبلية بعلاً بمساحة 297 هكتار، بأشجار الزيتون والكرمة واللوز، ويزرعون رياً 160 هكتار بالأشجار المثمرة كالرمان والمشمش والخوخ والخضار. يشرب أهلها من عدة ينابيع أهمها: الدباغة، التكية، السخنة، مشو.
فيها محطة للرصد الجوي، وتتبعها 14 قرية و48 مزرعة أقربها لبلدة دركوش مزارع عين السخنة، خريبة الشمالية، البلكات، ملك شرقي. تتبعها قريتا زرزور وعامود.

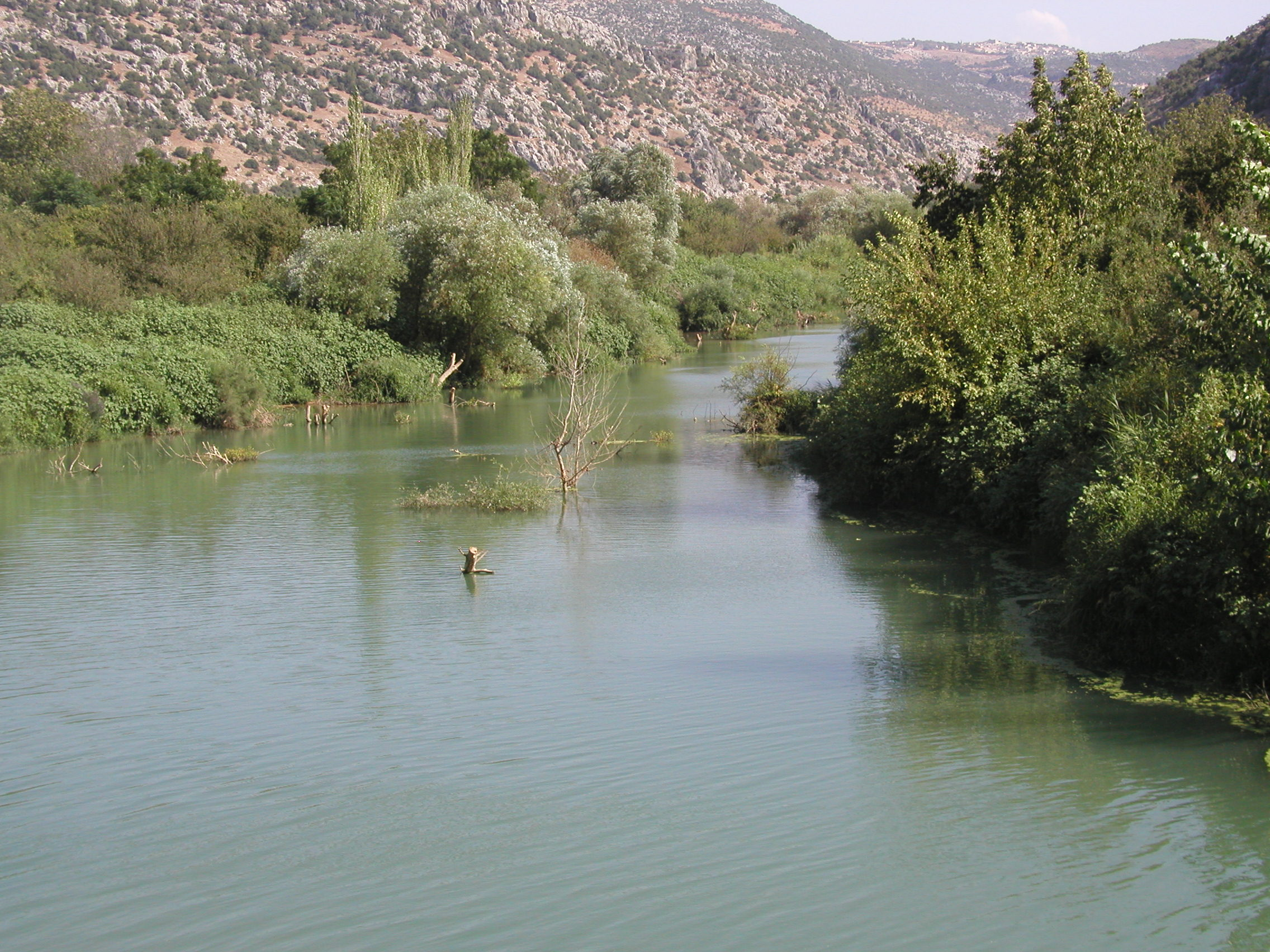
نهر العاصي قرب دركوش في محافظة إدلب

دركوش عريقة في القدم وتعود إلى العهود اليونانية والرومانية حيث الآثار القديمة التي تدل على ذلك،وتتميز دركوش عن باقي القرى المحيطة بها بأنها عرفت الحياة المدنية منذ زمن بعيد فكانت مركز مدينة يرد اليها سكان القرى والأرياف المجاورة يستدل على ذلك من أبوابها الثلاثة ( باب الشرقي وباب الغربي وباب الجسر ) كمثيلاتها من مدن سوريا القديمة دمشق وحلب ، وما منع من امتدادها وتوسعها واستمرار التطور العمراني فيها هو احاطتها بالجبال من حولها فهي تبدو للناظر اليها كمهد الطفل، فقد كانت قديماً مسورة ومغلقة بثلاثة أبواب نظراً لأهميتها الإستراتيجية، وقد تهدمت بعض أجزائها بسبب تعرضها لأكثر من زلزال.
وتعود تسمية دركوش إلى دير كوش بن كنعان. ذكرها الجغرافي الروماني سترابون باسم ( خاريبد ) في موسوعته (التاريخ الجغرافي) التي تتكون من 47 مجلدا وكتبها فترة ميلاد السيد المسيح منذ حوالي ألفي عام وقال أنها واقعة في هوة جبلية بين انطاكية وأفاميا, كما ذكرت في النصوص الأشورية المكتشفة في تل العشارنة جنوبي جسر الشغور باسم كوش. يقول الأسدي في موسوعته إن دركوش هي كلمة سريانية تعني الطريق الصغير لضيق طرقاتها بين الجبال، أما الأب شلحت السرياني فيقول إنها كلمة سريانية تعني مهد الطفل لأنها تشبه المهد في وقوعها بين جبلين. ويعتقد بعض المؤرخين أنه كان فيها دير سمي باسم البلدة كوش فصارت تسميتها دركوش.
وتتعدد فيها الأوابد الأثرية والمواقع السياحية، ففيها العديد من الخرابات من العهد الروماني التي تحيط بها، وكذلك الحمام الذي يعود للعصر الروماني والذي جدد بعهد الملك الظاهر، وخان الحريري، وجسر روماني قديم على نهر العاصي، ومغارة الحكيم وهي مكان الحكمة لأحد الأطباء القدماء مع رفوف ومربعات حجرية لوضع أدوية فيها.
وفيها مدفن السلطان بدر الدين الهندي مع بعض حاجياته الشخصية، كما تضم البلدة جامعاً قديماً مع مئذنة تاريخية إضافة إلى آثار بناء طاحونة مياه على نهر العاصي، حيث كانت إلى وقت قريب تضم العديد من النواعير على ضفاف العاصي، ويوجد فيها عدد من ينابيع المياه العذبة منها نبع عين الدباغة الذي يروي سكان البلدة، وكذلك عين التكية ذات المياه المعدنية التي تقارب بنوعيتها مياه دريكيش.
وهناك صناعات يدوية كالفخار وشباك الصيد وطباق القش وسلال القصب وقوارب الصيد، كما تفخر دركوش بأزيائها الشعبية التقليدية كالملحفة والقنباز والطربوش.
ويوجد فيها أيضاً فرقة للرقص الشعبي قدمت العديد من الحفلات الوطنية والشعبية، وقد كانت البلدة مركزاً تجارياً هاماً واعتبرت كسوق رئيسية لمدينة أنطاكية، كما رسمت العوامل الجوية رسماً لشكل إنسان كبير الحجم في الصخور المقابلة للبلدة من الجنوب اعتبر كبيراً للملاحين، حيث كانت المراكب النهرية تجوب العاصي لنقل الأخشاب والحجارة ولكن الملاحة النهرية توقفت تماماً بعد إنجاز طرق المواصلات البرية.